# Великокикиндски диштрикт
Великокикиндски (привилеговани) диштрикт (или краће Диштрикт, лат. Regio-privilegiatus Districtus Magnokikindiensis, мађ. Nagykikindai kerület) је био аутономна територијална јединица у оквиру Хабзбуршког царства од 1774. до 1876. године, са седиштем у Великој Кикинди (данашња Кикинда). Диштрикт је био махом насељен Србима. Постојање Диштрикта са својим повластицама помогло је очувању националног идентитета српског живља на просторима овог дела Баната. Аутономија Великокикиндског диштрикта је 74 године старија од Српске Војводине.

## Територија и становништво
Површина Диштрикта била је око 1100 km², а при крају његовог постојања (1870. година) у њему је живело око 62 хиљаде становника.

## Историја Диштрикта
Великокикиндски диштрикт је 12. новембра 1774. године основала аустријска царица Марија Терезија. Тим поводом издата је и посебна повеља којом је зајамчена самоуправа са седиштем у тадашњој Великој Кикинди. Захваљујући томе, подручје и становници Диштрикта су уживали привредне и политичке повластице у оквиру царства, као нпр. политичку аутономију, управна и судска аутономна права на нивоу општина, били су власници земље коју су обрађивали и били су ослобођени од феудалних обавеза. Упорним, одлучним и сложним радом, становници Диштрикта су онемогућили успостављање спахилука и увођење феудалних односа, али и самовољу централне власти.
До 1778. године Диштрикт је био део хабзбуршке покрајине Тамишки Банат, а потом део Торонталске жупаније, у оквиру хабзбуршке Угарске. У раздобљу између 1848. и 1849. био је део аутономне Српске Војводине, а потом, од 1849. до 1860. године био је део крунске управне јединице Војводство Србија и Тамишки Банат. Управо на подручју Диштрикта био је покренут народни отпор Срба против политике владе Лајоша Кошута, која је имала за циљ да их насилно „мађаризује“. После укидања војводства, Диштрикт је поново био укључен у оквир Торонталске жупаније.
Великокикиндски диштрикт је, уз извесне прекиде, трајао до 1876. године, када је укинут, а његов простор је припојен Торонталској жупанији са седиштем у Великом Бечкереку (данашњем Зрењанину).

## Насеља Диштрикта
Диштрикт је обухватао 10 насеља у западном и северозападном делу Баната, поглавито насељених Србима:
- Велика Кикинда — седиште
- Башаид
- Врањево (данас део Новог Бечеја)
- Јозефово (данас део Новог Кнежевца)
- Карлово (данас део Новог Милошева)
- Кумане
- Меленци
- Мокрин
- Српски Крстур
- Тараш